# Benjamin Sisko
Benjamin Lafayette Sisko è un personaggio immaginario dell'universo fantascientifico di Star Trek. Interpretato dall'attore statunitense Avery Brooks, appare nella serie televisiva Star Trek: Deep Space Nine. Sisko è l'ufficiale comandante della stazione spaziale Deep Space Nine (costruita dai Cardassiani con il nome di Terok Nor) e delle due astronavi Defiant, nonché Emissario dei Profeti di Bajor.

## Storia del personaggio

### Primi anni
Nato nel 2332 a New Orleans, Benjamin è il figlio di Joseph Sisko, di etnia cajun/creola, cuoco e proprietario del ristorante "Sisko's". Sua madre si chiamava Sarah. In realtà, il suo corpo fu posseduto dai Profeti di Bajor allo scopo di unirsi a Joseph Sisko e concepire Benjamin, designato dai Profeti come futuro loro emissario. Sarah scomparve due giorni dopo il primo compleanno di Ben, allorquando la forma di vita lasciò il suo corpo. Morì in un incidente alcuni anni dopo. Joseph si sposò nuovamente con un'altra donna che crebbe Benjamin come un suo figlio: questi infatti non venne a sapere della verità sulla propria nascita finché non gli venne rivelata dai Profeti. Ben ha anche una sorella di nome Judith e almeno due fratelli.
Sisko entra all'Accademia della Flotta Stellare nel 2350. Viene assegnato alla base stellare 137 durante gli anni di addestramento. Poco dopo la conclusione degli studi, incontra e sposa Jennifer, dalla quale avrà il figlio Jake. La prima assegnazione di Sisko come ufficiale della Flotta Stellare è sulla USS Livingston, dove incontra Curzon Dax, un Trill che rappresenta la Federazione presso l'Impero Klingon. Dax farà da mentore a Sisko nei suoi primi anni di carriera. Dopo la sua morte, essendo un Trill, il simbionte di Curzon verrà impiantato poi in Jadzia Dax mantenendo i ricordi della vita passata.
Jadzia Dax verrà assegnata come ufficiale scientifico su Deep Space Nine.
Sisko viene quindi promosso tenente comandante sulla USS Okinawa ai comandi del capitano Leyton, che subito vede nel giovane la stoffa del comando. Leyton nomina Sisko primo ufficiale della nave. In queste vesti, Sisko combatte insieme a Leyton sulla Okinawa nella guerra tra la Federazione e gli Tzenkethi. Dopo questo incarico, Sisko viene trasferito come primo ufficiale sulla USS Saratoga. Nel 2367 la nave viene coinvolta insieme al grosso della Flotta nella tremenda battaglia di Wolf 359 contro i Borg. Come molte altre astronavi, anche la Saratoga viene distrutta e nel conflitto muore la moglie di Ben, Jennifer (le vittime saranno più di undicimila). Dopo questi eventi Sisko medita di abbandonare la Flotta Stellare; nel frattempo, si trasferisce presso i cantieri marziani di Utopia Planitia dove supervisiona lo sviluppo di nuove navi, inclusa la USS Defiant NX-74205, create specificamente contro future minacce Borg.

### Deep Space Nine
Nel 2369 Sisko viene promosso comandante ed assegnato al comando della stazione spaziale Terok Nor, al largo dell'orbita del pianeta Bajor. Abbandonata dai Cardassiani, precedenti occupanti di Bajor, la stazione viene ribattezzata dalla Flotta come Deep Space Nine. Il compito di Sisko è quello di rappresentare la Federazione su Bajor, coordinare gli aiuti alla popolazione martoriata dopo lunghi anni di occupazione e incentivarne lo sviluppo al fine di un futuro ingresso del pianeta nella Federazione. Quando scopre le condizioni poco ospitali della stazione (adibita, sotto i Cardassiani, a base militare e allo sfruttamento della forza lavoro bajoriana), Sisko medita di rassegnare l'incarico non volendo far crescere suo figlio Jake in quell'ambiente. Ad acuire la sua frustrazione avviene l'incontro con il capitano Jean-Luc Picard, incaricato dalla Flotta di preparare Sisko al compito sulla stazione: Sisko nutre infatti rancore verso Picard per il ruolo avuto nella battaglia di Wolf 359, in quanto furono le sue informazioni carpite dai Borg a permettere l'ecatombe e, tra gli altri, la morte della moglie.
Tuttavia, le cose cambiano radicalmente in seguito alla prima visita di Sisko su Bajor: qui, la leader religiosa Kai Opaka lo definisce "Emissario dei Profeti" e gli consegna una delle "Lacrime dei Profeti", un misterioso manufatto che si suppone essere stato creato dalle divinità bajoriane. Utilizzando il manufatto, Sisko e Jadzia Dax scoprono il primo tunnel spaziale stabile conosciuto, che consente loro di giungere nel Quadrante Gamma. Sisko scopre che il tunnel spaziale è abitato da misteriose forme di vita aliene, i Profeti, che entrano in contatto con lui e lo esortano a restare su Bajor. Sisko comprende che le leggende bajoriane che designano il tunnel spaziale come il "Tempio celeste" sono in parte vere, e si convince a restare su Deep Space Nine per approfondire il mistero dei Profeti e il suo ruolo come Emissario. Il trasferimento di Deep Space Nine all'imbocco del tunnel spaziale trasforma rapidamente la stazione in un centro scientifico, culturale e politico di primo piano. Sisko a poco a poco si convince della necessità di accettare il ruolo di Emissario dei Profeti che i Bajoriani gli impongono.
Lo scoppio della guerra contro il Dominio vede la stazione spaziale assumere una rilevanza strategica chiave in quanto prima difesa della Federazione contro le flotte d'invasione del Quadrante Gamma. Sisko riesce a convincere i Profeti a cancellare un'enorme flotta del Dominio durante il suo passaggio nel tunnel spaziale, e a ottenere dalle divinità aliene l'interdizione all'uso da parte delle forze del Dominio del tunnel. È un colpo fondamentale a favore della Federazione, che contribuisce a mettere in luce Sisko davanti agli ammiragli della Flotta Stellare. Quando il suo ex capitano, l'ammiraglio Leyton, lo richiama sulla Terra per assumere il comando delle difese planetarie in vista di un possibile attacco del Dominio, Sisko e Odo scoprono però il tentativo di colpo di Stato dell'ammiraglio e Sisko, rifiutandosi di seguire gli ordini del suo superiore, costringe Leyton a consegnarsi alle autorità. Aiutato dal cardassiano Elim Garak, Sisko ottiene inoltre l'ingresso in guerra dei Romulani a fianco delle forze alleate della Federazione e dei Klingon. Successivamente, la Flotta Stellare affida a Sisko, nominato intanto capitano, la direzione dell'attacco allo spazio cardassiano e la pianificazione dell'invasione di Cardassia, base del Dominio nel Quadrante Alfa.
Sisko adempie infine al destino designato dai Profeti, confrontandosi con Gul Dukat, l'ex comandante cardassiano della stazione spaziale che nel frattempo è riuscito, attraverso un rituale demoniaco, a colpire duramente i Profeti venendo però posseduto da un'entità diabolica. Nel corso dello scontro, Sisko riesce a gettare Dukat nell'abisso infuocato delle Cave di Fuoco bajoriane, dove tuttavia cade anch'egli. Sisko viene però salvato dai Profeti, i quali gli concedono così di vivere con loro per trasmettergli il loro sapere. Così, Benjamin Sisko deve separarsi dal figlio e della nuova amata moglie, Kasidy Yates, informandoli di non sapere quando potrà ritornare a vivere con loro.

## Interpreti

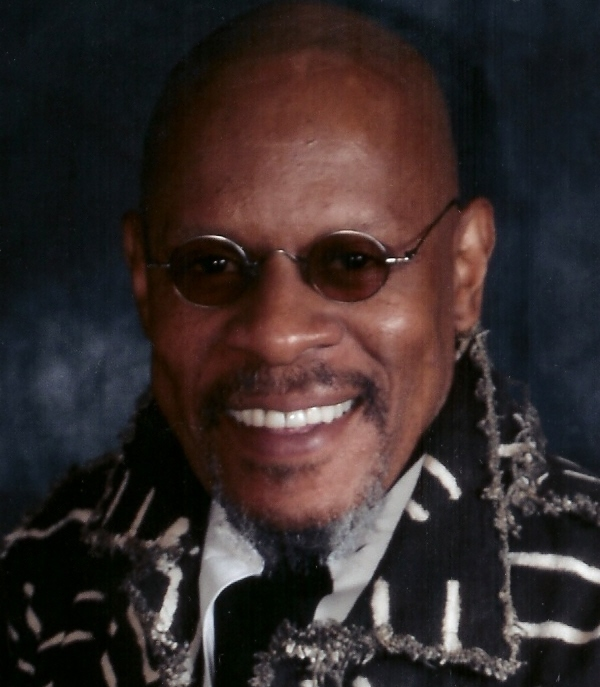
Avery Brooks, interprete di Benjamin Sisko

Sisko è interpretato in tutte e sette le stagioni di Star Trek: Deep Space Nine da Avery Brooks, doppiato in lingua italiana da Fabrizio Temperini.

## Filmografia
- Star Trek: Deep Space Nine - serie TV, 173 episodi (1993-1999)

## Videogiochi
- Star Trek: Deep Space Nine - Harbinger (1996)
- Star Trek: Legacy (2006)
- Star Trek Online (2010)
- Star Trek Timelines (2020)